# Городище 1-е (Брасовский район)
Городи́ще 1-е — деревня в Брасовском районе Брянской области, в составе Вороновологского сельского поселения. 
 Расположена в 2 км от юго-западной окраины пгт Локоть, недалеко от реки Неруссы. Население — 438 человек (2010).

## История
Упоминается с первой половины XVII века в составе Брасовского стана Комарицкой волости. Первоначально (до середины XIX века) располагалась в ином месте, на реке Лопузне (отсюда первоначальное название — Лопузинское Городище), в 1,5 км к юго-востоку от села Девичье (52°45′50″ с. ш. 34°41′50″ в. д.). С 1698 известно как село с храмом Сергия Радонежского (разобран около 1850 г.). С 1741 года — владение Апраксиных, которыми в 1850-х гг. было перенесено на нынешнее место. Со второй половины XIX века — деревня, состояла в приходе села Брасова.
В 1778—1782 гг. входило в Луганский уезд, затем до 1929 года в Севском уезде (с 1861 — в составе Апраксинской (Брасовской) волости). В 1894 году была открыта церковно-приходская школа.
С 1929 года — в Брасовском районе. До 1954 года являлась центром Городищенского (1-го) сельсовета; в 1954—1975 входила в состав Крупецкого сельсовета.